# 格里申农村居民点
格里申农村居民点（俄语：Гришинское сельское поселение）是俄罗斯联邦伏尔加格勒州基克维泽区所属的一个农村居民点。其下辖有6个居民点，行政中心为格里申。据2016年统计，该农村居民点的人口为1422人。